# Chetan Anand (regista)
Chetan Anand (in hindi चेतन आनंद; Gurdaspur, 3 gennaio 1915 – Mumbai, 6 luglio 1997) è stato un regista indiano, vincitore della Palma d'Oro nel 1946 con Neecha nagar, suo film d'esordio.

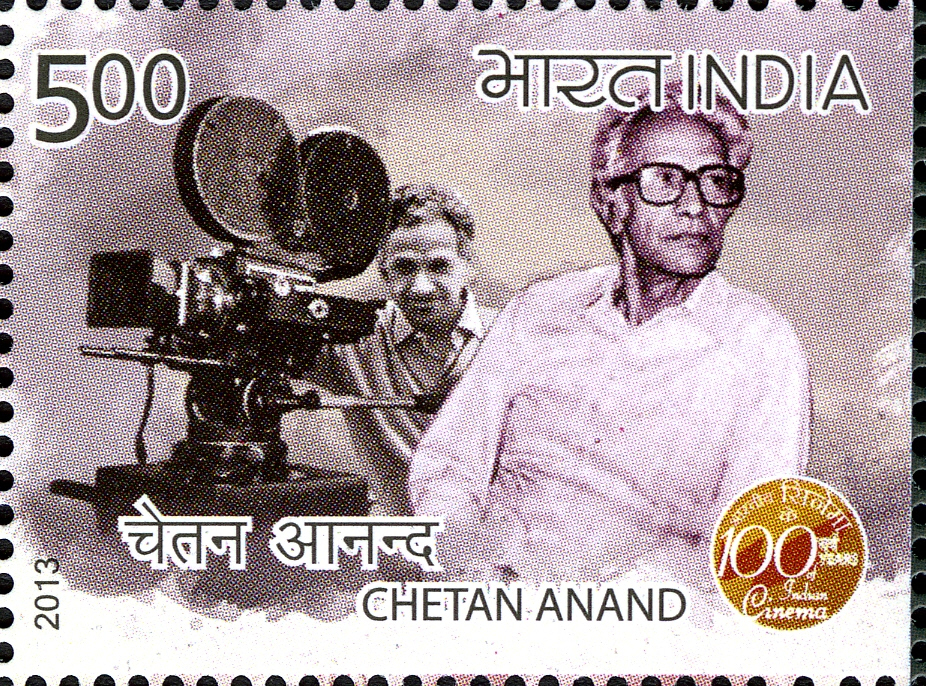
Chetan Anand

Era il fratello maggiore degli attori e registi Dev Anand e Vijay Anand.